# Poręba (Petite-Pologne)
Pour les articles homonymes, voir Poręba (homonymie).
Poręba est un village polonais de la gmina de Myślenice dans le powiat de Myślenice et dans la voïvodie de Petite-Pologne. Il se situe à environ 8 km au sud-est de Myślenice et à 30 km au sud de la capitale régionale Cracovie.